# Cèsar Sermei
Cèsar Sermei (Orvieto, 1576 - 1668) va ser un pintor renaixentista italià d'Orvieto.

## Biografia
Fill del pintor Fernando Sermei, es va formar a Orvieto i al taller de Roma de Cesare Nebbia. Cèsar Sermei es traslladà a Assís el 1608, on va passar els últims 60 anys de la seva vida. Es va convertir en ciutadà en 1611 i bisbe Tegrimo Tegrimi el va nomenar Cavaller de l'Orde de Crist el 1635. Se li atribueixen diverses obres que ell mateix va descriure a un llibre autògraf en tres volums que es troba a la Biblioteca Comunal d'Assís.

## Obres
Va pintar frescos per l'Església del Nom de Jesús, amb Vincenzo Giorgetti el 1631. Sovint treballava amb el fill de Vincenzo, Giacomo Giorgetti i amb Girolamo Martelli. Va fer diverses obres a Assís, en un moment en què aquesta ciutat va créixer artísticament. També té obres a la Basílica de Sant Francesc d'Assís i a les esglésies de Santa Caterina i Santa Magdalena de Perusa, entre d'altres.